# Marigot (Saint-Martin)
Koordinaten: 18° 4′ N, 63° 5′ W
Marigot ist der Hauptort der französischen Gebietskörperschaft Saint-Martin, die im Wesentlichen aus dem Nordteil der karibischen Insel St. Martin besteht. Marigot hat etwa 5.700 Einwohner.
Es handelt sich um eine Hafenstadt mit Bauten im Kolonialstil und zwei Marinas. Marigot bietet Gästen eine Vielzahl an Gourmet-Restaurants und internationalen Geschäften.

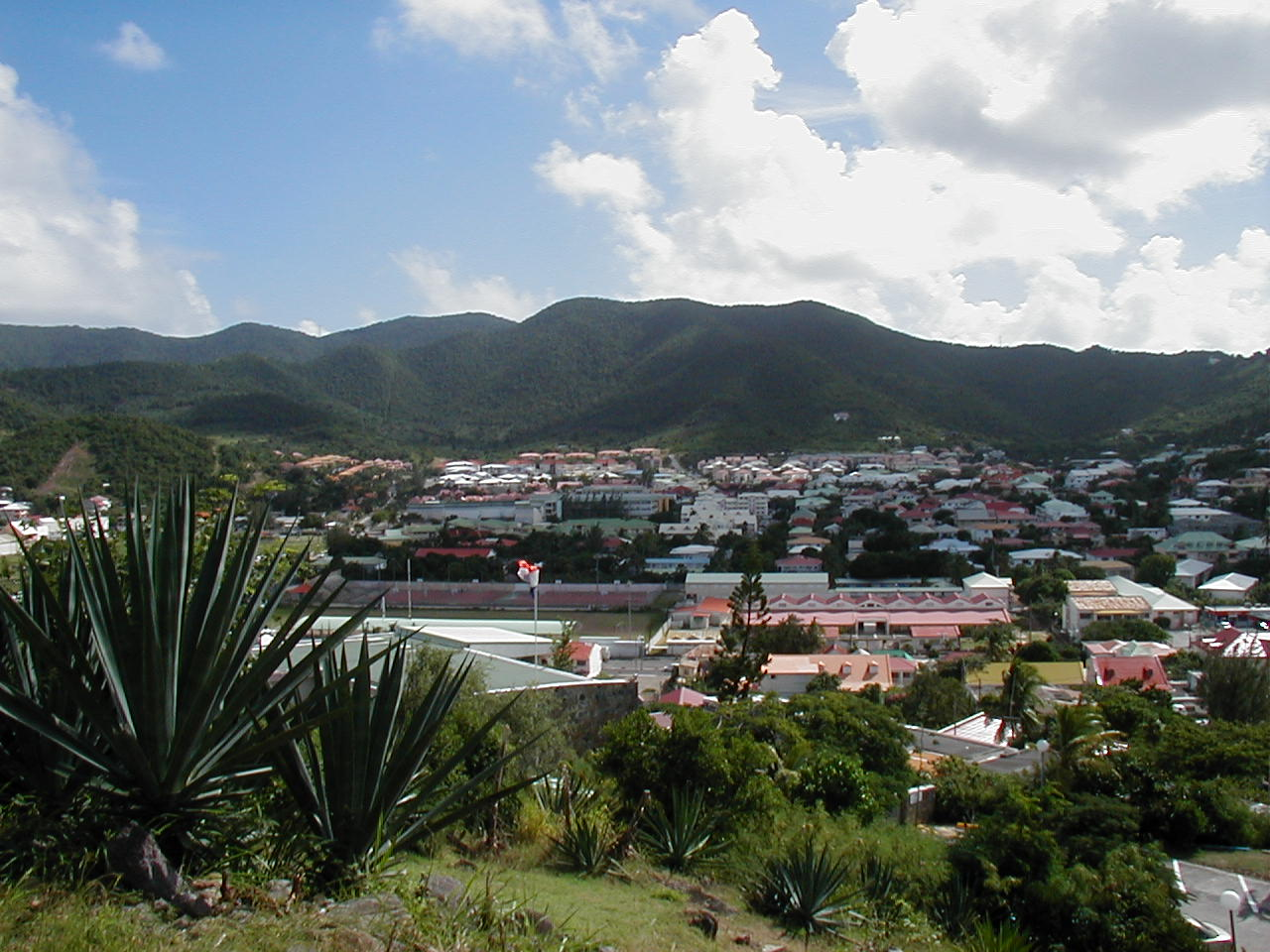
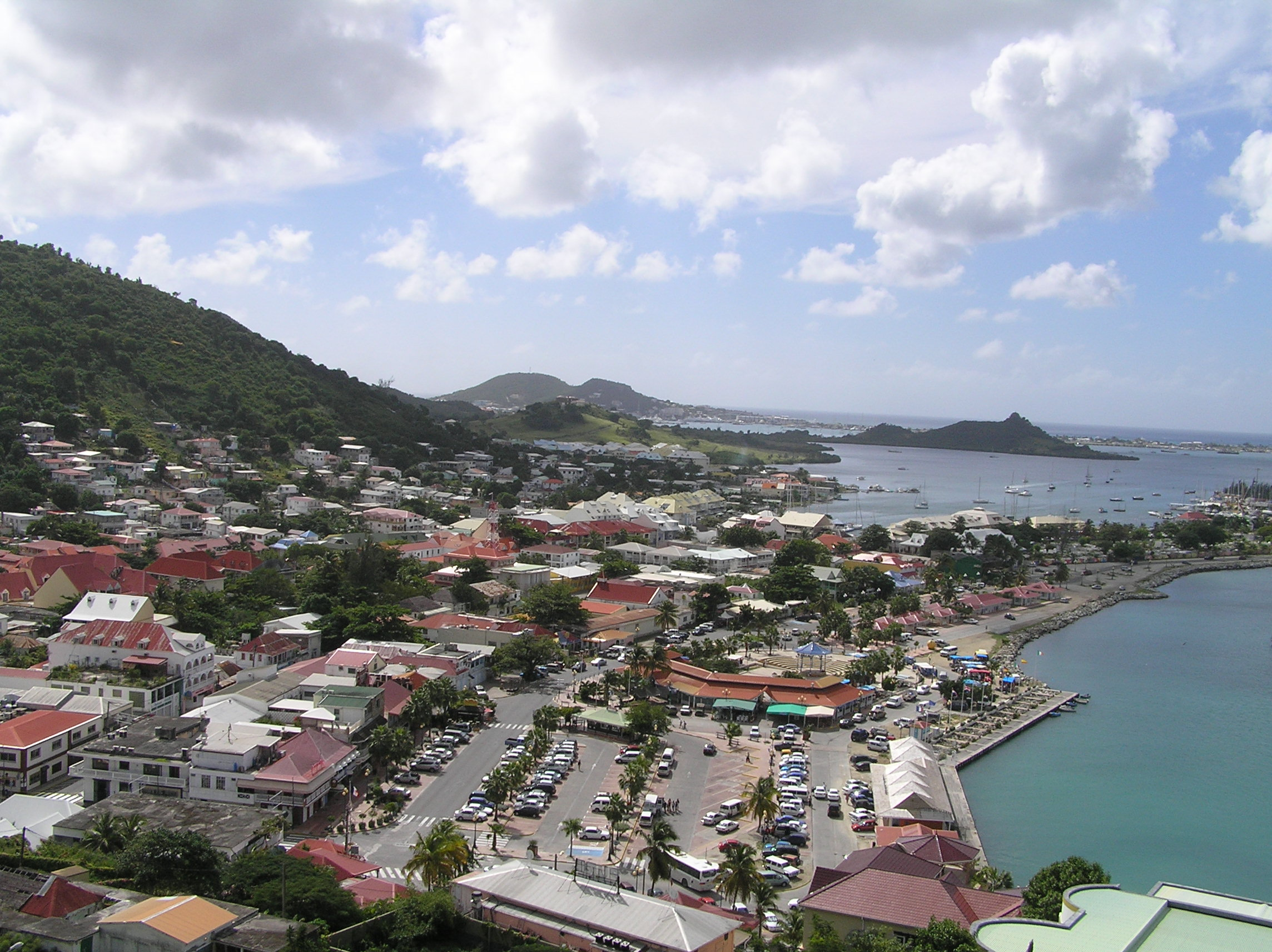